# Tajemnica Statuetki
Tajemnica Statuetki is een avonturenspel uit 1993, ontwikkeld en uitgegeven door Metropolis Software House voor op DOS-gebaseerde computers. Het was het eerste avonturenspel in Polen. Het plot draait om de fictieve Interpol-agent John Pollack, die een mysterie probeert op te lossen met betrekking tot de diefstal van verschillende antiquiteiten over de hele wereld.
Hoewel piraterij in Polen wijdverspreid was, slaagde Tajemnica Statuetki erin om tussen de vier- tot zesduizend exemplaren te verkopen toen het uitkwam en werd het erg populair in het land. Tajemnica Statuetki is geprezen om zijn plot en om een culturele mijlpaal te zijn die heeft bijgedragen tot het promoten en legitimeren van de Poolse videogamebranche, ondanks enige kritiek op game-mechanica en audiovisueel ontwerp.